# Era Viking

Expansão viking, séculos VIII-XI

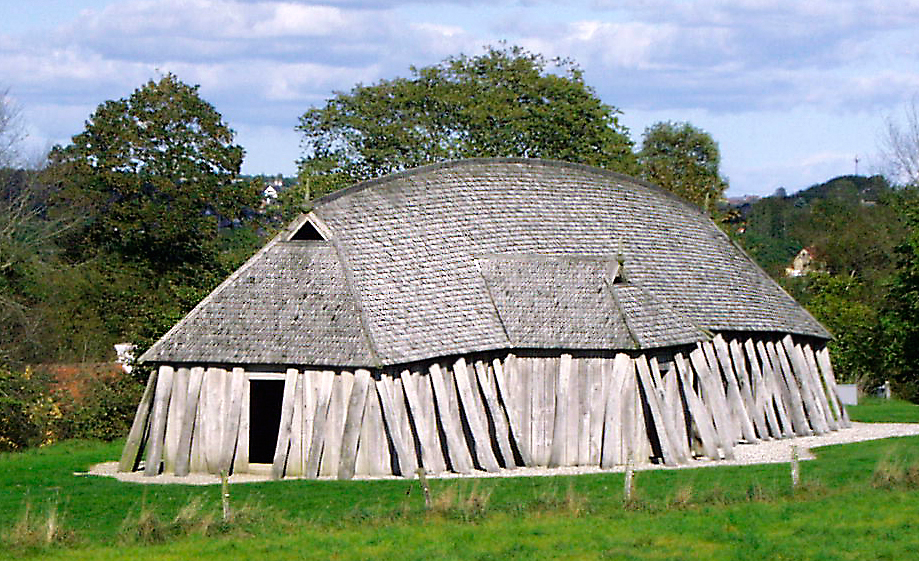
Casa comunal da Era Viking (reconstrução moderna)

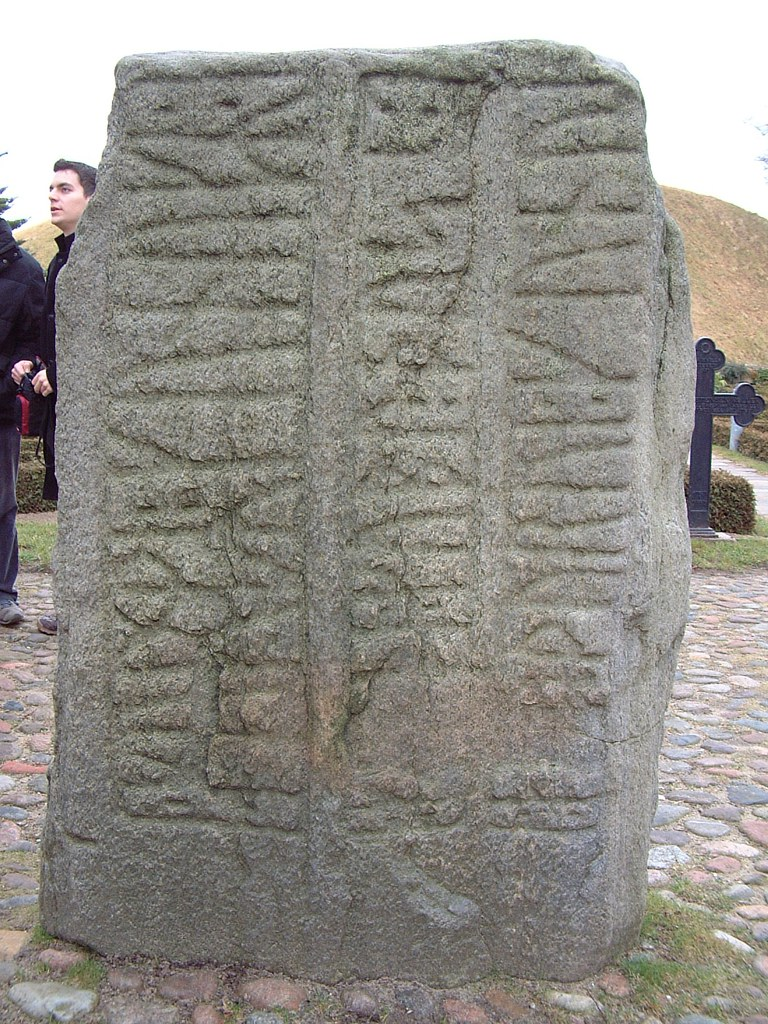
Pedra rúnica escrita em nórdico antigo

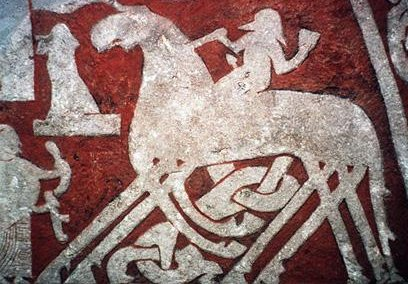
Pedra de Tjängvide (Gotlândia), representando, segundo a tradição, o deus Odim no seu cavalo de oito patas

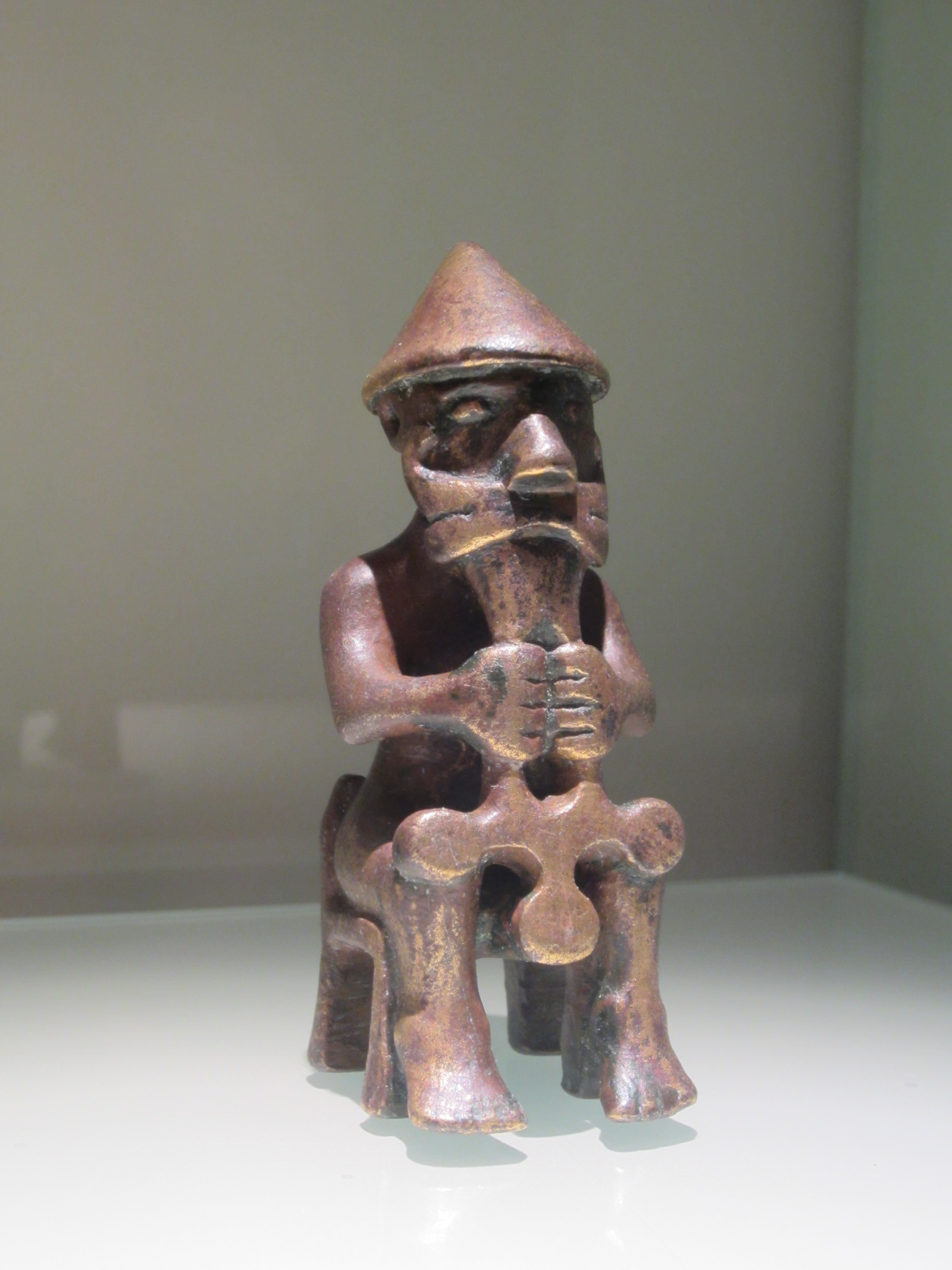
O deus Tor - estátua de bronze do século III, encontrada na Islândia

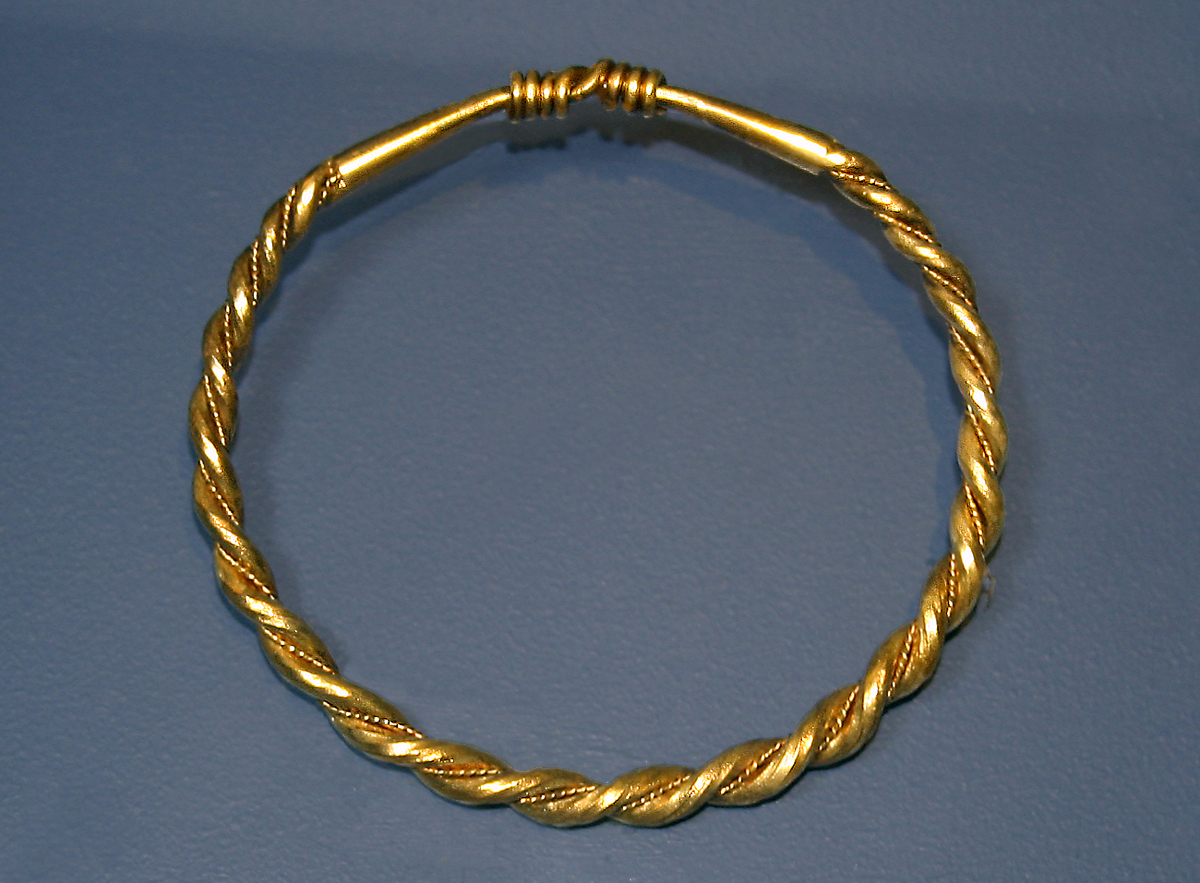
Bracelete de ouro, encontrado nas ruínas de uma aldeia viquingue em Aggersborg na Dinamarca

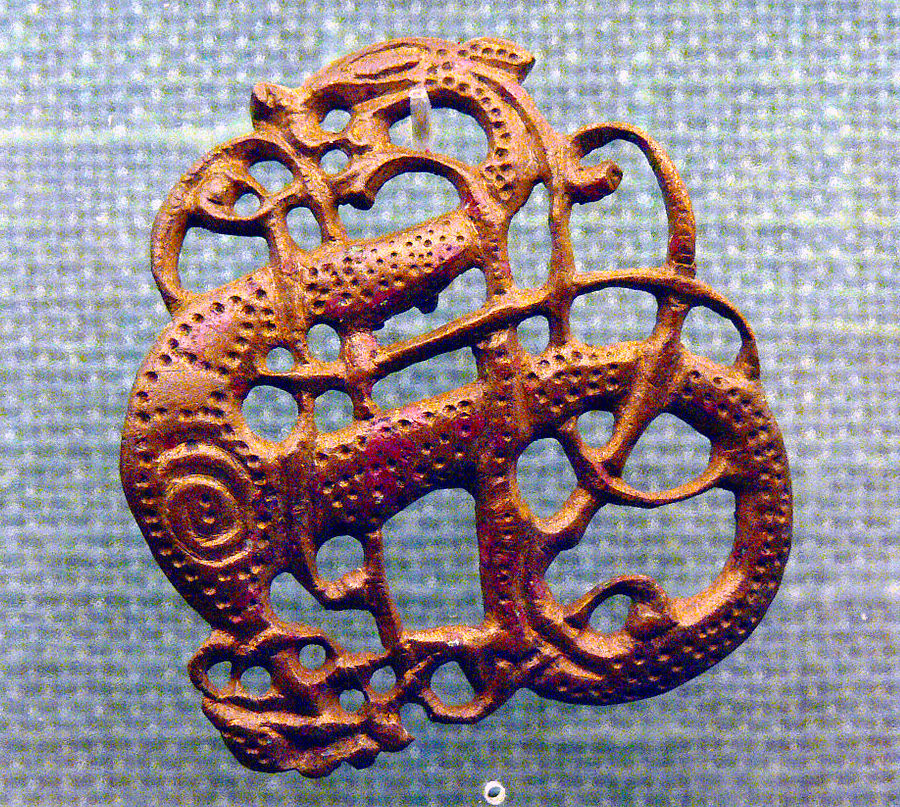
Fivela encontrada na Dinamarca

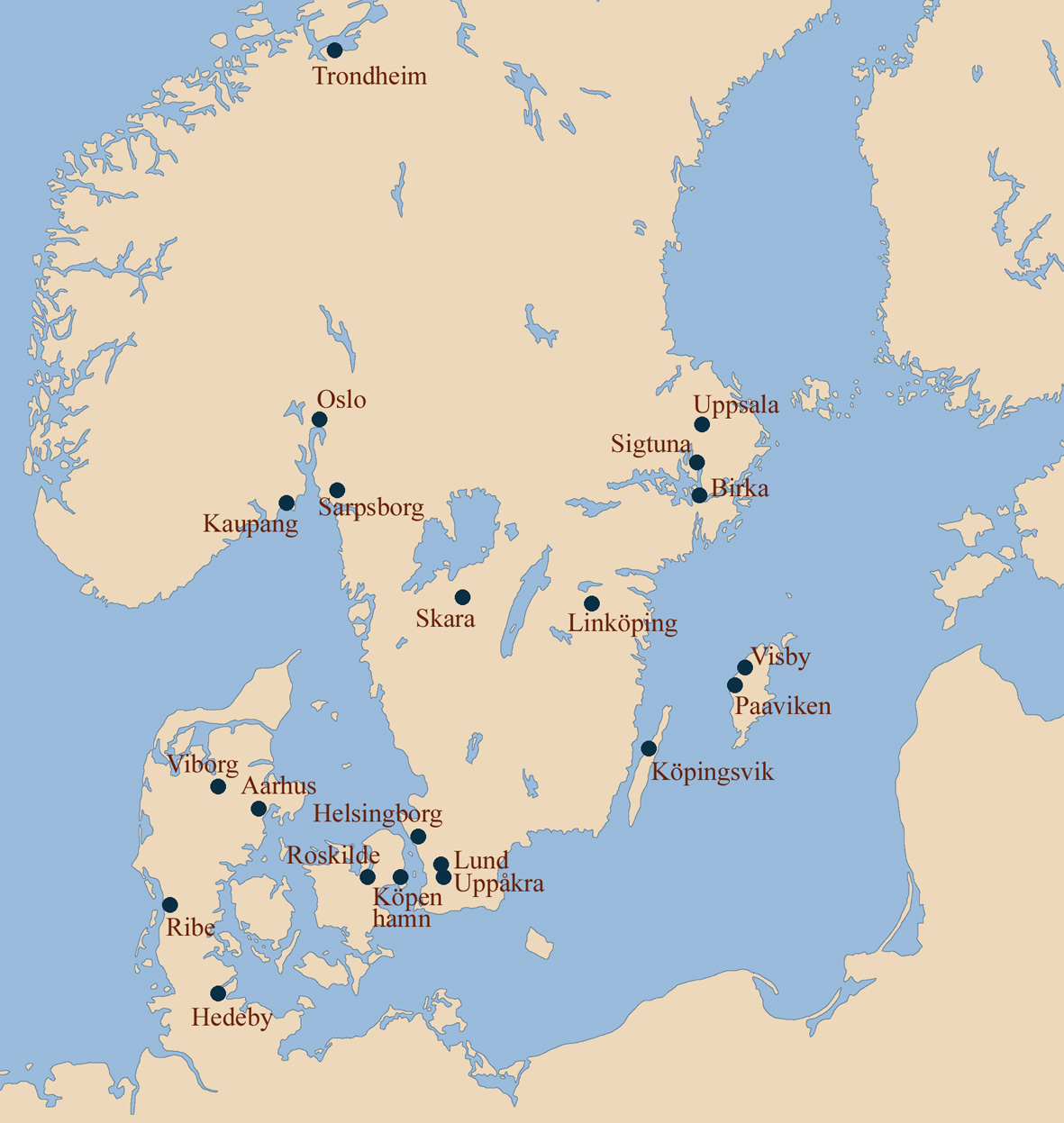
Cidades da Era Viking na Escandinávia

Modelo do barco viking de Gokstad

Era Viking ou Era Viquingue (em sueco: Vikingatiden; em dinamarquês: Vikingtid; em norueguês: Vikingtiden; em islandês: Víkingaöld) é o nome que se dá ao período de quase três séculos da história da Escandinávia, aproximadamente entre os anos 800 e 1050, durante o qual os vikings tiveram um papel preponderante.
A Era Viking faz parte da pré-história dos Países Escandinavos, nomeadamente a última fase da Idade do Ferro, e é seguida pelo início da Idade Média.

## Início da Era Viking
Costumam ser apontadas como causas da Era Viking, a população da Escandinávia ter aumentado consideravelmente - ficando a terra insuficiente para fornecer a alimentação necessária, ao mesmo tempo que a técnica da construção dos navios viking atravessava um desenvolvimento notável. As divisões e querelas internas dos estados da Europa continental abriram o terreno, tendo os Nórdicos aproveitado a oportunidade.

## Cotidiano
A maior parte da população escandinava era constituída por camponeses, que nunca saiam das suas terras, e se dedicavam à agricultura, à silvicultura, à caça e à pesca. As pessoas viviam em pequenos grupos familiares com várias gerações, e dedicavam-se ao cultivo do centeio, da cevada, do trigo e da aveia. Comiam pão, papas de cereais, queijo fresco e bagas. Bebiam água, leite ou cerveja fraca.  Criavam porcos, cabras, gansos, cavalos e vacas. A carne desses animais era salgada ou defumada, para ser conservada para o inverno. Habitavam casas retangulares, onde tinham lugar homens, mulheres, crianças, escravos e animais. Os escravos – chamados thrall na Escandinávia – tinham uma vida dura, fazendo os trabalhos mais difíceis e comendo alimentos inferiores ou os restos das refeições. Um pequeno grupo dedicava-se ao fabrico de objetos e ao comércio. 
Os vikings eram uma pequena parcela da população, que participavam em operações de guerra naval, de pirataria ou de comércio marítimo, e era conhecida por serem exímios navegadores, mercadores e guerreiros.

## Sociedade
As famílias eram geralmente compostas por um homem, uma mulher e 1-3 filhos. Ocorria também a poligamia, tendo alguns homens ricos 2 ou 3 esposas ou amantes legítimas (frillor). A população estava organizada em sociedades locais com carácter hierárquico, constituídas por um chefe (hövding), os seus capatazes-guerreiros (jarlar), camponeses livres (fria bönder) e escravos (trälar).
A agricultura era a principal ocupação e base de subsistência, sendo o comércio e as atividades marítimas os vetores marcantes deste período. Com o decorrer dos tempos, apareceram comerciantes e artesãos, que ganharam sucessivamente certa independência, e pouco a pouco concentraram a sua atividade, fazendo surgir as primeiras cidades, como é o caso de Heidiba, Ribe e Sigtuna. Igualmente entraram em cena, no fim deste período, os padres, acompanhando o processo de cristianização em curso. São precisamente este dois grupos - comerciantes e padres, que mostram a direção em que evoluía a sociedade escandinava da Era Viquingue.

## Língua
A língua falada pelos vikings está preservada em inscrições em pedras rúnicas contemporâneas e em poemas orais recolhidos dois séculos mais tarde. A língua utilizada nas áreas dinamarquesas, suecas, norueguesas, feroesas e islandesas, é o nórdico antigo. Como não há grandes diferenças linguísticas nas inscrições em caracteres rúnicos da época, parece que a língua falada diferia pouco dentro desse espaço linguístico.

## Religião
Antes da chegada do cristianismo, os escandinavos adoravam os deuses asses. Odin era o deus principal - o "Deus supremo". Ele tinha criado o mundo com os seus irmãos Vile e Ve, e dado a vida aos primeiros seres humanos - Askr e Embla.  Enquanto Odim era o favorito dos grupos dominantes, os deuses Thor e Frey eram particularmente populares entre os camponeses. Thor era o deus das curas nas doenças e Frey o deus da paz, das boas colheitas e dos casamentos felizes.
Era uma religião com inúmeros deuses caprichosos e imprevisíveis, aos quais era necessário agradar e acalmar. Nas suas viagens à Europa, os viquingues depararam-se com um novo deus - o Cristo. A pouco e pouco, a nova divindade foi ganhando adeptos, em competição com os deuses tradicionais, e o cristianismo chegou à Escandinávia. Entre os primeiros missionários a chegar à Dinamarca e Suécia, esteve Ansgário, enviado pelo imperador franco-germânico Luís I na década de 820. Com o estabelecimento de bispados permanentes no século XI, o processo de cristianização estava consumado. A nova religião estava associada uma nova cultura e a uma nova forma de vida. Ao mesmo tempo a Era Viquingue estava a chegar ao fim.

## A arte
A arte dos viquingues aparece nos seus mitos, nos seus objetos do dia-a-dia e nas pedras rúnicas. Dos artefactos práticos e belos, em madeira e em tecido, pouco resta. O que sobreviveu do trabalho de artesãos anónimos, é sobretudo trabalhos em metal – fivelas, agulhas, pulseiras, colares, amuletos e armas ornamentadas. O estilo viquingue é frequentemente decorativo e baseado em motivos da natureza, usando ornamentações complicadas, com animais interligados e plantas entrelaçadas. Pelo contrário, as pedras rúnicas e as gravuras rupestres têm preservado inúmeras representações artísticas de cenas do dia a dia e do imaginário da época.

## As primeiras cidades
Na Era Viking a população vivia espalhada pelo campo. Duas das principais atividades económicas eram a agricultura e o comércio. As "cidades" eram os pontos de encontro das pessoas que tinham algo para vender ou para comprar. Entre as primeiras cidades conhecidas da Escandinávia estavam Ribe (na Jutlândia), Hedeby (entre a Alemanha e Dinamarca), Kaupang na Noruega, Uppåkra na Escânia e Birka (no Vale do Mälaren). Mais tarde surgiram outras povoações, como Sigtuna, Skara e Visby.

## As viagens dos viquingues
Com o aumento da população e a melhoria da técnica de construção naval, apareceu a possibilidade de ir buscar riquezas a outras paragens e procurar terras férteis para colonizar. Muitos noruegueses saíram do país para escapar a uma opressão política sufocante. Estas circunstâncias teriam levado os navegadores nórdicos a sair da Escandinávia, para explorar, saquear, conquistar e fazer comércio com a Europa, a Ásia, a África e a América atravessando mares e subindo rios.

## Viquingues do Oeste e Leste
Para oeste, os viquingues da Dinamarca e do sul da Suécia (danos) fizeram incursões e acabaram por se estabelecer em várias partes da Europa - especialmente França e Ilhas Britânicas. Ao mesmo tempo, os viquingues da Noruega aventuraram-se no Atlântico, descobrindo e colonizando a Islândia e a Groenlândia, e tendo mesmo chegado à América do Norte, onde tentaram fixar-se, embora sem sucesso. As expedições dinamarquesas e norueguesas, tinham o foco na colonização e pilhagem.
Para leste, os viquingues da Suelândia (suíones) e da Gotlândia (gotas), na Suécia, abriram rotas comerciais ligando os países nórdicos ao Oriente, tendo estado nos Países Bálticos, na Rússia, no mar Negro, no Mar Cáspio, no Império Bizantino e no Califado Abássida. Fundaram feitorias comerciais em Novogárdia e Quieve. A sua presença está igualmente referida na Anatólia, onde eram designados de varegues (varjager). O foco das expedições suecas estava na abertura de vias comerciais e estabelecimento de entrepostos comerciais.

## Fim da Era Viquingue
A Era Viquingue acabou quando o cristianismo e a civilização europeia chegaram à Escandinávia. Com o aparecimento e consolidação dos reinos da Dinamarca, Noruega e Suécia, as expedições militares reais substituíram as expedições de pirataria dos grandes senhores locais.
Na mesma altura, as rotas comerciais do Mediterrâneo foram reabertas devido às Cruzadas, e o comércio na Europa do Norte perdeu importância, tendo os alemães suplantado os comerciantes da Suécia e da ilha da Gotlândia. Com o desaparecimento desta importante base da sua riqueza económica, os Países Nórdicos passaram a estar na periferia do comércio internacional.